# Győrasszonyfa megállóhely
Győrasszonyfa megállóhely egy, a GYSEV által üzemeltetett vasúti megállóhely, a névadó, Győr-Moson-Sopron vármegyei Győrasszonyfa településen. A község belterületének nyugati peremén helyezkedik el, közúti elérését a 8226-os útból délnek kiágazó 82 326-os számú mellékút biztosítja

## Áthaladó vasútvonalak
- Győr–Veszprém-vasútvonal (11)

## Kapcsolódó állomások
A megállóhelyhez az alábbi állomások vannak a legközelebb:
- Tarjánpuszta vasútállomás (Győr–Veszprém-vasútvonal)
- Bakonypéterd megállóhely (Győr–Veszprém-vasútvonal)

## Forgalom
| Járat        | Útvonal | Gyakoriság   |
| ------------ | --- | ------------ |
| személyvonat | Győr – Győr-Gyárváros – Győrszabadhegy – Nyúl – Pannonhalma – Tarjánpuszta – Győrasszonyfa – Veszprémvarsány – Bakonygyirót – Bakonyszentlászló – Vinye – Porva-Csesznek – Zirc – Eplény – Veszprém | 2 óránként   |
| személyvonat | Győr – Győr-Gyárváros – Győrszabadhegy – Nyúl – Pannonhalma – Tarjánpuszta – Győrasszonyfa – Veszprémvarsány – Bakonygyirót – Bakonyszentlászló                                                     | Napi 4-6 pár |